# L'Attente (chanson)
Pour les articles homonymes, voir L'Attente.
Singles de Johnny Hallyday
Autoportrait
(2011) 20 ans
(2013)
Clip vidéo
[vidéo] « L'Attente  », sur YouTube
L'Attente est une chanson de Johnny Hallyday issue de son album de 2012 L'Attente.
Le 2 octobre 2012, un mois et dix jours avant la sortie de l'album, la chanson est parue en single digital. En novembre le single a atteint la 26e place des ventes en France.

## Développement et composition
La chanson a été écrite par Christophe Miossec et Daran. L'enregistrement a été produit par Yvan Cassar.

## Liste des pistes
Single digital — 2 octobre 2012, Warner Music France
1. L'Attente (Radio Edit) (3:48)[2]

Single promo CD — 8 octobre 2012, Warner Music France
1. L'Attente (3:49)[1]

## Classements
| Classement (2012—2013)                  | Meilleure position |
| --------------------------------------- | ------------------ |
| Belgique (Wallonie Ultratop 50 Singles) | 13                 |
| France (SNEP)                           | 26                 |

## Version anglaise
Johnny Hallyday enregistre également une version anglaise de l'Attente sous le titre A Better Man.

## Discographie
2 octobre 2012 : single en téléchargement (version radio)
12 novembre 2012 : album studio L'Attente (sous différents formats dont) CD-DVD Warner Music France 5310 550862
25 novembre 2013 : A Better Man, CD single 2564 637 364 en bonus de l'édition Coffret 2564 637363 Born Rocker Tour
Discographie live :
6 juin 2013 : On Stage (Tour 2012)
25 novembre 2013 :  Born Rocker Tour
2014 : Son rêve américain - Live au Beacon Theatre de New-York 2014 (sortie posthume en 2020)